# Trócsányi Zoltán (fizikus)
Trócsányi Zoltán (Miskolc, 1961. augusztus 11. –) Akadémiai díjas magyar fizikus, egyetemi tanár, a Magyar Tudományos Akadémia rendes tagja, a részecskefizika kutatója. A Debreceni Egyetem Fizikai Intézetének igazgatója, az MTA-DE Részecskefizikai Kutatócsoport csoportvezetője. Az Eötvös Loránd Tudományegyetem Természettudományi Kar Fizikai Intézet oktatója.